# إنسولين أسبارت
إنسولين أسبارت Insulin aspart إن مضاهئ الإنسولين سريع التأثير (تم تسويقه من قبل الـNovo Nordisk على شكل NovoLog/NovoRapid) هو شكل مصنّع من الإنسولين البشري بواسطة الإنسان. لقد تم بشكل طفيف تغيير حمض أميني وحيد في بنيته الجزيئية. يساعد هذا التغيير مضاهئ الإنسولين سريع التأثير كي يمتص بسرعة إلى داخل مجرى الدم. وكنتيجة لذلك يبدأ بالعمل خلال دقائق وهذا ما يتيح لك أن تأخذ الإنسولين وتأكل مباشرة. يعتبر بأن مضاهئات الإنسولين سريعة التأثير تعمل بشكل مشابه للطريقة التي يتحرر بها الإنسولين عند الأشخاص غير المصابين بداء السكري.
يأخذ الـNovolog بعين الاعتبار نظاماً جرعياً مرناً والذي يسمح للمريض بتعديل نظام الإنسولين الخاص به بالاعتماد على أية تغيرات في عادات أكله.
تم تقييم مأمونية وفعالية الإنسولين أسبارت (NovoLog/NovoRapid) في الممارسة السريرية الفعلية في دراسة A1chieve.
تم توليده من خلال تقنية الـدنا المأشوب بحيث استبدل الحمض الأميني B28 والذي يكون عادة برولين مع ثمالة حمض الأسبارتيك. لقد زاد هذا المضاهئ من تدافع الشحنات، والذي يمنه بدوره من تشكل المسدوسات hexamers وذلك لتوليد إنسولين سريع التأثير. تم إدخال المتوالية ضمن جينات الخميرة، وقامت الخميرة بالتعبير عن مضاهئ الإنسولين، الذي تم حصده لاحقاً من المفاعل الحيوي bioreactor.
وفقاً لـJDRF تم تطوير الإنسولين أسبارت من أجل التسويق في الولايات المتحدة بواسطة إدارة الأدوية والأغذية في تموز 2000.

## المعلومات الكيميائية

### الصيغة
C256H381N65O79S6

### الكتلة المولية
5825.8 غ/مول

## الخصائص الكيميائية
إن مكونات الإنسولين أسبارت هي كالتالي:
- شاردة معدنية – الزنك (19.6 ميكرو غرام/مل)
- وقاء – فوسفات الهيدروجين ثنائية الصوديوم ثنائية الهيدرات (1.25 ملغ/مل)
- مادة حافظة – m-كريزول (1.72 ملغ/مل) وفينول (1.50 ملغ/مل)
- عامل معدل للتوتر – غليسرين (16 ملغ/مل) وكلوريد الصوديوم (0.58 ملغ/مل)

إن pH الإنسولين أسبارت هي 7.2-7.6.

## زمن التأثير
إن زمن بدء التأثير هو تقريباً 15 دقيقة، يتم الوصول لقمة التأثير خلال 45-90 دقيقة، والمدة هي 3-5 ساعات. ومع ذلك كما في كل الإنسولين فإن هذه الأرقام تعتمد على المعدلات وتختلف بين الأفراد بحسب مجرى الدم وموقع الحقن والحرارة والجهد.

### درجة الحرارة
لقد جرى جدال فيما إذا كان ينبغي أن يتم تبريد الإنسولين أسبارت (NovoLog/NovoRapid) أم لا. لقد أظهرت الدراسات الأخيرة بأنه لا يوجد اختلاف، وبالرغم من ذلك ينبغي ألا يخزن في حرارة شديدة لفترة زمنية طويلة. وهذا يسبب أن يصل الهرمون إلى مرحلة ما قبل الغليان وينفصل. من الممكن لهذا أن يغير من فعالية الإنسولين ويصبح غير فعال بعد ذلك.
ينبغي أن يخزن الـNovolog (فيال) في البراد بين الـ2°س والـ8°س (36°ف و46°ف)، حتى يستخدم لأول مرة. يجب ألا يستخدم الـNovolog أبداً إذا كان قد تم تجميده. يمكن أن يتم حفظ الـNovoLog® FlexPen® والفيالات والخراطيش والتي يتم استخدامها في درجة حرارة الغرفة- تحت 30°س (86°ف)- حتى مدة 28 يوماً. ينبغي ألا يخزن الـNovoLog في المناطق ذات الرطوبة المرتفعة أو حيث من الممكن أن يكون هناك درجات حرارة متطرفة كما في المجمدة أو السيارة.

## الاستخدام
- يمكن أن يستخدم الإنسولين أسبارت في مضخات الـCSII و الـFlexpen، أجهزة إيصال الـNovopen من أجل الحقن تحت الجلد. إضافة لذلك يمكن أن يستخدم مع منفذ حقن مثل الـI-port.
- يستخدم الـNovolog® لعلاج المرضى المصابين بداء السكري وذلك لضبط سكر الدم. إن للـNovolog® زمن بدء تأثير أسرع ومدة تأثير أقصر من الإنسولين البشري العادي. ولذلك ينبغي عادة أن يستخدم الـNovolog® المعطى بواسطة الحقن ضمن نظام بالمشاركة مع الإنسولين متوسط أو طويل التأثير. يمكن أيضاً أن يؤثر الـ Novolog® من خلال مضخات الإنسولين الخارجية. يجب أن يتم تغيير الإنسولين ضمن مستودع مضخة الإنسولين كل 6 أيام على الأقل، ويجب تغيير مجموعات الضخ كل 3 أيام على الأقل. لقد تم استخدام مضخات الإنسولين التالية في الدراسات السريرية والمخبرية للـNovolog® والتي أجرتها Novo Nordisk: نموذج Medtronic® 512 و712 والـMinimed 508 والـDisetronic® D-TRON® والـH-TRON®[.

## الأشكال المختلفة من الإنسولين أسبارت
إن مزيج الـNovoLog 70/30 هو منتج مسوّق بواسطة Novo Nordisk وهو يحتوي 30% إنسولين أسبارت و70% إنسولين أسبارت بروتامين. إن جزء الإنسولين أسبارت بروتامين هو شكل بللوري من الإنسولين أسبارت والذي يؤخر من تأثير الإنسولين، معطياً له ملفاً مطوّلاً للامتصاص بعد الحقن. يسمح مزيج الشكل سريع التأثير والشكل مطوّل التأثير للمريض بأن يتلقى حقناً أقل خلال جرعات اليوم.
إن مكونات مزيج الـNovoLog 70/30 هي كما يلي:
- شاردة معدنية – زنك (19.6 ميكروغرام/مل)
- وقاء – فوسفات الصوديوم ثنائية الأساس (1.25 ملغ/مل)
- مادة حافظة – m-كريزول (1.72 ملغ/مل) وفينول (1.50 ملغ/مل)
- عامل معدل للتوتر – كلوريد الصوديوم (0.58 ملغ/مل) والمانيتول (36.4 ملغ/مل)
- بروتين معدّل – بروتامين (0.33 ملغ/مل)

إن درجة الـ pHهي 7.2-7.44.
تم تسويق مزيج الـ NovoLog ليتم استخدامه مع الـ Novo Nordisk FlexPen. إن زمن بدء التأثير هو أقل من 30 دقيقة، ويتم الوصول لقمة التأثير خلال 1-4 ساعات والمدة أقل من 24 ساعة.
يتوفر الـ NovoLog® بأشكال مختلفة. يوجد فيالات 10 مل وخراطيش 3 مل و NovoLog® FlexPens®3 مل. إن الـ NovoLog® FlexPens®طريقة لأخذ الـ NovoLog®من خلال نظام الإيصال المعتمد على قلم الإنسولين المملوء مسبقاً. يمكن استخدام NovoLog® FlexPen® لفترة تصل حتى 28 يوماً بدون أن يتم تبريده حالما يتم استخدامه. تسمح النافذة الجرعية الكبيرة والواضحة بضبط وتعديل الجرعة بدقة. كما تم أيضاً تزويد الـ NovoLog®على شكل خراطيش PenFill® 3 مل ومن الممكن أن تستخدم في أنظمة الـNovoPen® 3 لإيصال الإنسولين.

## التأثيرات الجانبية
لقد تم تقييم مأمونية الـNovoLog في المرضى المصابين بداء السكري في عدة دراسات سريرية. لقد تمت مقارنة الـ NovoLog مع الإنسولين البشري العادي ولم يكن هناك أي اختلاف في تواتر التأثيرات السلبية بين كلا العلاجين. تتضمن التأثيرات الجانبية المرافقة لعلاج الإنسولين:
- التفاعلات التحسسية وتهيج منطقة الحقن والطفح الجلدي وانخفاض سكر الدم.

إن التاثير الجانبي الأكثر شيوعاً هو انخفاض سكر الدم. يمكن أن يسبب الاستخدام المطوّل للإنسولين ومن ضمنه الـ NovoLog®الحثل الشحمي في موقع الحقن أو التسريبات المتكررة. لإنقاص خطر الحثل الشحمي، قم بمناوبة مواقع الحقن ضمن نفس المنطقة. يمكن أن يحدث أيضاً اكتساب للوزن مع استخدام الـ NovoLog® وقد أرجع ذلك إلى التأثيرات الابتنائية للإنسولين والانخفاض في غلوكوز البول. لقد ترافق أيضاً استخدام الـ NovoLog® مع احتباس الصوديوم والوذمة.

## المصدر
1.^ a b c d e "Novolog: most FAQ". https://web.archive.org/web/20111003061851/http://www.novolog.com/questions-default.asp?s=faqs-6. Retrieved 2011.
2.^ a b c d Crommelin DJA, Sindelar RD, Meibohm B. 2008. Pharmaceutical Biotechnology: Fundamentals and Applications. New York, NY: Informa Healthcare USA, Inc. p 270.
3.^ FDA. NovoLog Insulin Aspart (rDNA origin) Injection. 7 June 2000. http://www.fda.gov/CDER/foi/label/2000/20986lbl.pdf
4.^ a b c "Novolog: insulin aspart (rDNA origin) injection". http://www.novo-pi.com/novolog.pdf. Retrieved 2010-10.
5.^ "Aspart insulin (rDNA origin) injection". Archived from the original on 2007-06-10. https://web.archive.org/web/20070610074313/http://www.nlm.nih.gov/medlineplus/druginfo/medmaster/a605013.html. Retrieved 2007-06-08.
6.^ a b "Novolog: insulin aspart". http://www.fda.gov/ohrms/dockets/ac/06/briefing/2006-4254b_13_04_KP%20InsulinAspartFDAlabel102005.pdf.
7.^ Rx List: NovoLog Mix 70/30. 6 August 2008. http://www.rxlist.com/novolog-mix-70-30-drug.htm
8.^ Novo Nordisk: NovoLog Mix 70/30. 2008. https://web.archive.org/web/20090508145759/http://www.novologmix70-30.com/starting-with-novolog-mix.asp